# 启动盘
启动盘是一种可移动的数据存储介质，计算机可以从它加载和启动操作系统、运行实用程序。计算机必须包含一种内置程序，使其可以从符合某些标准的启动盘中加载和执行程序。
尽管几乎所有现代计算机都可以从包含操作系统或其他软件的硬盘驱动器启动，但通常不会将它们称为启动盘，因为它们不是可移动介质。 CD-ROM是最传统的介质形式，但也可以使用其他介质，例如磁带、纸带驱动器或ZIP驱动器，以及近年来最普及的U盘。计算机的BIOS必须支持从上述设备启动。

## 用途
启动盘的用途包括:
- 安装操作系统
- 数据恢复
- 数据清除
- 硬件或软件故障排除
- 更新BIOS
- 自定义操作环境
- 软件演示[2]
- 运行临时操作环境，例如使用Live USB驱动器时。[3]
- 在某些操作系统上，用对应的启动盘可以在忘记密码的情况下获取管理权限
- 游戏 (例如Amiga家用计算机，可以使用装有MS-DOS或FreeDOS的启动盘运行MS-DOS游戏)

## 流程
引导（boot）一词来自于“拉自己的鞋带，把自己拽起来”的谚语：计算机中包含一个很小的程序（引导程序），它将加载并运行在引导设备上发现的程序。这个程序本身可能是很小的，它的目的是加载一个更大、功能更多的程序，即完整的操作系统。为了在不需要大容量的存储设备或写入引导介质的情况下启动，通常引导程序会使用一些系统RAM作为临时文件存储的RAM磁盘。
举个例子，任何IBM PC兼容的计算机都能用内置软件加载软盘的前512字节的内容，如果它是一个可行的程序，就可以执行它，所以启动软盘在这里放置一个非常简单的加载程序。这个过程很容易被滥用，如果数据软盘的第一个扇区写有病毒，从此启动盘启动时，病毒就会悄悄地感染主机。

## 媒体
个人电脑的可启动软盘(“启动软盘”)通常包含DOS或Linux的微型版本。最常见的标准软盘只能容纳1.4 MB的数据，因此不太可能加载大型操作系统。由于其他更大容量的选择的出现，如CD-ROM或USB闪存驱动器，软盘的使用正在减少。

## 设备选择
现代电脑被配置为按照一定的顺序从各种设备尝试启动。如果计算机没有从所需的设备（如软盘驱动器）启动，用户可能需要在计算机刚启动时按一个特殊的键（如Delete， F1，F2，F10或F12）进入BIOS设置，然后改变启动顺序。比较新的BIOS允许通过按功能键（通常是F11）来中断启动过程的最后阶段，显示一个可启动设备的列表，让用户从中进行选择。
如果用户在机器启动时按住电源键，Apple Silicon电脑将显示引导菜单。而较旧的Intel处理器的Mac电脑需要在启动过程中按下Option或Alt键，才会显示启动菜单。

## 要求
不同的操作系统使用不同的启动盘内容。所有的启动盘都必须与为其设计的计算机兼容。

### MS-DOS/PC DOS/DR-DOS
- 一个卷引导记录（VBR）中有效的引导扇区
- IO.SYS 或 IBMBIO.COM
- MSDOS.SYS 或 IBMDOS.COM
- COMMAND.COM

所有文件的版本必须与操作系统相同。在安装好的操作系统中可以制作启动盘，具体的细节有所不同。

### FreeDOS
- 磁盘上有效的引导扇区
- COMMAND.COM
- KERNEL.SYS

### Linux
- 一个引导加载程序，如SYSLINUX或GRUB
- Linux内核
- Initial ram disk (initrd)

### Windows PE
- Windows启动管理器
- BOOT.WIM